# مايند أوف ماين (ألبوم زين مالك)
مايند أوف ماين (بالإنجليزية: Mind of Mine)‏ هو أول ألبوم إستديو للمغني وكاتب الأغاني الأنجليزي زين مالك، وتم إصداره في 25 مارس 2016 بواسطة تسجيلات آر سي إيه. في المقام الأول آر أند بي معاصر، وآر أند بي بديل، ولكن يمزج الألبوم عناصر من عدد من الأنواع، بما في ذلك بوب، وموسيقى تقليدية، وموسيقى السول، وفانك، وموسيقى إلكترونية، والقوالي، وهيب هوب، وريغي، وموسيقى كلاسيكية، وسوفت روك فيما بين آخرين. سُبق الألبوم بإصدار أغنيتين فرديتين: حديث سري (التي حصلت علي رقم واحد في عدد من اللوائح الدولية، بما في ذلك تصنيف المملكة المتحدة للأغاني المنفردة، وبيلبورد هوت 100 الأمريكية)، ومثلما أفعل. الأغنية المنفردة الثالثة خطأ، والتي تتضمن كهلاني صُدرت في وقت لاحق.
تلقي ألبوم مايند أوف ماين تقييمات إيجابية بشكل عام من نقاد الموسيقى، مع توجيه الثناء نحو الاتجاه الموسيقي الجديد لمالك، وأدائه الصوتي. أحتلّ ألبوم مايند أوف ماين المرتبة الأولي في العديد من البلدان، بما في ذلك المملكة المتحدة، والولايات المتحدة، وأستراليا، وكندا، ونيوزيلندا، والنرويج، والبرتغال، والسويد، حيث أصبح مالك أول فنان بريطاني ذكر يحصل علي المرتبة الأولي في كل من المملكة المتحدة والولايات المتحدة مع أغنية منفردة رقم واحد وألبوم رقم واحد.

## قائمة الأغاني
| #   | عنوان                      | المدة |
| --- | -------------------------- | ----- |
| 1.  | "مايند أوف مايندد - مقدمة" | 0:57  |
| 2.  | "حديث سري"                 | 3:22  |
| 3.  | "إيتس يو"                  | 3:46  |
| 4.  | "بيفور"                    | 3:28  |
| 5.  | "شيي"                      | 3:09  |
| 6.  | "درانك"                    | 3:25  |
| 7.  | "إنتيرميسيون: فلور"        | 1:44  |
| 8.  | "رير فيو"                  | 3:21  |
| 9.  | "خطأ" (مع كهلاني)          | 3:32  |
| 10. | "فوول فور يو"              | 3:22  |
| 11. | "بوردرز"                   | 3:59  |
| 12. | "تروث"                     | 4:05  |
| 13. | "لوكوزايد"                 | 4:12  |
| 14. | "تي آي آو"                 | 2:58  |

### النسخة الفاخرة
| #   | عنوان             | المدة |
| --- | ----------------- | ----- |
| 15. | "بلو"             | 3:44  |
| 16. | "برايت"           | 2:56  |
| 17. | "مثلما أفعل"      | 3:12  |
| 18. | "شيي دونت لاف مي" | 4:15  |

### نسخةتارجت
| #   | عنوان            | المدة |
| --- | ---------------- | ----- |
| 19. | "دو سامثينغ غود" | 3:51  |
| 20. | "غولدين"         | 3:14  |

### النسخة اليابانية
| #   | عنوان                             | المدة |
| --- | --------------------------------- | ----- |
| 21. | "بيلوتوك - ذا لايفينغ رووم سيسون" | 2:25  |

## وصلات خارجية
- عقلي على موقع ميتاكريتيك (الإنجليزية)

- مايند أوف ماين على Discogs (قائمة بالإصدارات)